# Томс Скујинш
Томс Скујинш (лет. Toms Skujiņš; 15. јун 1991) летонски је професионални бициклиста који тренутно вози за  ворлд тур тим — Лидл—трек. Пет пута је освојио првенство Летоније у вожњи на хронометар, три пута у друмској вожњи, док је по једном освојио трку Тре вали Варезине и UCI Америка тур такмичење, а на Ђиро д’Италији освојио је спринт класификацију. Четири пута је добио награду за бициклисту године Летоније.

## Каријера
Године 2013. освојио је првенство Летоније у друмској вожњи за возаче до 23 године, након чега је Европско првенство завршио на трећем мјесту и Свјетско на петом и добио је по први пут награду за бициклисту године Летоније. У октобру 2013. потписао је уговор са развојним тимом Хинкапи. Године 2014. освојио је трку Монт межантик у Канади, гдје је остварио двије етапне побједе и освојио је класификацију по поенима и класификацију за најбољег младог возача. Године 2015. освојио је Винстон—Сејлем класик, завршио је трку Тур де Босе на другом мјесту и остварио је етапну побједу на Тур оф Калифорнији из бијега, захваљујући чему је био лидер и трке и брдске класификације до хронометра. Због добрих резултата, освојио је такмичење UCI Америка тур и добио је награду за летонског бициклисту године по други пут.
Године 2016. прешао је у ворлд тур тим Кенондејл, а прву побједу за тим остварио је на петој етапи Тур оф Калифорније. Године 2017. побиједио је на другој етапи на трци Сетимана интернационале ди Копи е Бартали, гдје је био лидер до последње етапе, када му је на последњем успону спао ланац, због чега је изгубио вријеме и завршио је на другом мјесту у генералном пласману, 16 секунди иза Лилијана Калмежана. Током друге етапе Тур оф Калифорније у мају, пао је и сломио је кључну кост и задобио је потрес мозга, а при покушају да се врати на бицикл поново је пао. Након што се опоравио од повреде завршио је првенство Летоније у вожњи на хронометар на другом мјесту, 30 секунди иза Алексејса Сарамотинса, а у августу је возио своју прву гранд тур трку — Вуелта а Еспању, коју је завршио на 123 мјесту у генералном пласману.
У септембру 2017. године потписао је двогодишњи уговор са тимом Трек—сегафредо. На почетку сезоне 2018. освојио је класик Лосета—Андрач у склопу Вуелта а Маљорке, док је у мају остварио етапну побједу на Тур оф Калифорнији, што му је била укупно трећа побједа на трци и освојио је брдску класификацију. У јуну је по први пут освојио првенство Летоније у вожњи на хронометар, а дан касније је уврштен у тим за Тур де Франс. На петој етапи добио је награду за најагресивнијег возача етапе и узео је тачкасту мајицу за лидера брдске класификације, поставши први летонски возач икада који је био лидер неке од класификација на Туру. Мајицу је носио пет дана, а на етапи 15 завршио је на петом мјесту, док је радио за Баукеа Молему који је завршио на трећем мјесту, чиме је постао први летонски бициклиста који је завршио неку етапу на Туру у првих пет, након Романса Вајнштејнса 2003. године. У октобру, освојио је једнодневну трку у Италији — Тре вали Варезине, испред Тиба Пиноа, а на крају сезоне по трећи пут је добио награду за летонског бициклисту године.
Године 2019. Страде Бјанке завршио је на деветом мјесту, док је у јуну по први пут освојио првенство Летоније друмској вожњи. Другу годину заредом је уврштен у тим за Тур де Франс, гдје је на петој етапи добио награду за најагресивнијег возача; на етапи 17 завршио је на деветом мјесту, а Тур је завршио на 81 мјесту у генералном пласману. У октобру, завршио је Тре вали Варезине трку на трећем мјесту, иза Приможа Роглича и Ђованија Висконтија. Године 2020. поново је возио Тур де Франс, гдје је осму етапу завршио на другом мјесту иза Нанса Петерса, након што је провео дан у бијегу, чиме је изједначио најбољи резултат неког летонског бициклисте на Туру, након што је Вајнштејнс завршио етапу на другом мјесту 2003. године. На Туру је радио за Молему и Ричија Порта, који је на крају завршио на трећем мјесту, иза Тадеја Погачара и Приможа Роглича. На крају сезоне продужио је уговор са тимом на још двије године. Почетком децембра, по четврти пут је проглашен за летонског бициклисту године. Године 2021. завршио је класик Брабантсе пајл на петом мјесту, након чега је завршио Вуелта а Андалузију на петом мјесту у генералном пласману. У јуну је освојио првенство Летоније у вожњи на хронометар, а затим је освојио и првенство у друмској вожњи, које је било одржано у склопу Балтичког првенства, на којем су учествовали бициклисти из Естоније и Литваније; побиједио је испред Естонца Микелса Раимса и освојио је по други пут првенство Летоније и по први пут Балтичко првенство. Поново је био у саставу тима за Тур де Франс, гдје је седму етапу завршио на 11 мјесту, а етапу 16 на седмом мјесту. У септембру је био номинован за UCI комисију за друмски бициклизам, гдје је добио 101 глас, али је изгубио од Филипа Жилбера који је добио 205 гласова.
Године 2022. завршио је Страде Бјанке на 16 мјесту, након чега је освојио брдску класификацију на Тур де Романди трци. Крајем јуна је по трећи пут освојио првенство Летоније у вожњи на хронометар, а у јулу је изабран у састав тима за Тур де Франс по пети пут, поставши први летонски бициклиста који је возио Тур пет пута. У октобру је завршио класик Бенш—Шимај—Бенш на петом мјесту, а на крају сезоне продужио је уговор са тимом на још двије године. Године 2023. завршио је Страде Бјанке на 17 мјесту и Брабантсе пајл на деветом, након чега је у мају возио Ђиро д’Италију по први пут. Четврту етапу је завршио на трећем мјесту, иза Орелина Паре Пентреа и Андреаса Лекнесунда, што је био најбољи резултат неког летонског бициклисте на Ђиру од 2004. године. Етапу 12 завршио је на другом мјесту, иза Ника Денца, чиме је остварио најбољи резултат на некој гранд тур трци и добио је награду за најагресивнијег возача на етапи. Ђиро је завршио на 31 мјесту у генералном пласману и освојио је спринт класификацију. У јуну је освојио првенство Летоније у вожњи на хронометар по четврти пут. Године 2024. завршио је Страде Бјанке на другом мјесту, два минута и 44 секунде иза Погачара, који је остварио соло побједу нападом на 81 km до циља.

## Приватни живот
Завршио је Прву гимназију у Риги, студирао је на Летонској академији спортске педагогије, а живио је у Карникави, Ђирони, Андори и САД. Ожењен је са бившом професионалном бициклисткињом Абигејл Мики.